# Даосская медитация
Даосская медитация — условное название для различных практик, направленных на достижение бессмертия без применения химических веществ. Даосская практика достижения бессмертия состояла из трех основных направлений: «регулирование тела», «регулирование дыхания», «регулирование сердца».
Практика возникла на смену учения Гэ Хуна о «внешней алхимии». Одной из основательниц считается Вэй Хуацунь 魏 華 存 (252—334), которой принадлежит очерк о медитативной визуализации. Медититивные практики получили широкое употребление в даосской школе Шанцин 上清, которая сохраняла влиятельность до 10 века. Самый ранний текст, упоминающий даосскую медитацию — «Нэй е» 內 業 из трактата «Чжуан-цзы».
Даосская медитация направлена на обретение Срединного пути, равновесия Инь и Ян, для чего следует прежде всего найти равновесие в самом себе. Основная трансформация в процессе занятий даосской медитаций — духовная: «бессмертный» в полной мере ощущал и переживал даосскую картину мира, реализовывая идеал единства (единотелесности) со всем сущим и с Дао как таинственной первоосновой мира.
Даосизм считает, что если дух отдаляется от тела, человек заболеет или даже умрёт; воображение и самоанализ «бога» в теле с медитацией может заставить «бога» остаться в теле. Цель практики — «сконцентрировать дух в теле для исцеления болезней». Если человек может сохранять единство духа и тела, то будет жить вечно.
Традиционная китайская медицина и китайские боевые искусства адаптировали определенные даосские медитативные техники. Некоторые примеры: даоинь — дыхательные упражнения, нэйдан — метод «внутренний алхимии», нэйгун — практика «внутреннее мастерство», цигун — дыхательных упражнения, чжан чжуан — метод «столбовое стояние». Обратное направление принятия также имело место, когда боевое искусство тайцзицюань — «великий конечный кулак», стало одной из практик современных даосских монахов, хотя исторически оно не входило в число традиционных техник.